# Fredericus Anna Jentink
Fredericus Anna Jentink (20 agosto 1844 – 4 novembre 1913) è stato uno zoologo olandese.

## Biografia
Nel 1875 divenne curatore del Museo di Storia Naturale di Leida, e nel 1884, alla morte di Hermann Schlegel, fu nominato direttore ed editore della rivista Notes from the Leyden Museum. Nel 1895 presiedette il III Congresso Internazionale di Zoologia di Leida e fu uno dei membri fondatori della Commissione Internazionale di Nomenclatura Zoologica (ICZN), insieme a Philip Lutley Sclater, Raphaël Blanchard, Julius Victor Carus e Charles Wardell Stiles. Principale campo di studio delle ricerche di Jentink fu la tassonomia dei mammiferi, ed egli stesso descrisse per la prima volta alcune specie di marsupiali, chirotteri e roditori. 
Nel 1886 descrisse una presunta nuova specie di cercopiteco, Cercopithecus signatus (noto anche come cercopiteco di Jentink), a partire dai resti di un esemplare donato nel 1877 dallo Zoo di Rotterdam. La provenienza originaria di questo animale, però, è ancora incerta, ma oggi la maggior parte dei primatologi lo ritiene un ibrido tra cercopiteco nasobianco maggiore e cefo. Tra le opere di Jentink ricordiamo Catalogue ostéologique des mammifères (1887), Catalogue systématique des mammifères (1892) e Mammals Collected by the Members of the Humboldt Bay and the Merauke River Expeditions: Nova Guinea (1907). Oldfield Thomas battezzò in suo onore il cefalofo di Jentink (1892) e lo scoiattolo di Jentink (1887).